# Barre-des-Cévennes
Barre-des-Cévennes är en kommun i departementet Lozère i regionen Occitanien i södra Frankrike. Kommunen ligger i kantonen Barre-des-Cévennes som tillhör arrondissementet Florac. År 2022 hade Barre-des-Cévennes 200 invånare.

## Befolkningsutveckling
Antalet invånare i kommunen Barre-des-Cévennes
| Referens: INSEE |